# ジャパンエフエムネットワーク (企業)
株式会社ジャパンエフエムネットワーク（Japan FM Network Company、略称：JFNC）は、全国FM放送協議会（Japan FM Network、略称:JFN、F協）に加盟する放送事業者に供給する番組を制作する番組制作会社。
エフエム東京（TOKYO FM）の持分法適用関連会社で、JFN加盟各社が株主となり、各社社長の一部が取締役に名を連ねている。

## 概要
1984年（昭和59年）5月31日に、エフエム東京をはじめとするFM局10社が共同出資して設立される。1982年以降のFM新局の開局ラッシュを見据え、出演タレント等のブッキングや制作に有利な東京で番組を作り、各局に配信することを目的に設立されたもので、最初はエフエム沖縄を対象に平日の日中5時間の番組供給を行い、その約半年後である1984年12月1日、エフエム宮崎開局のタイミングで20時間の番組供給に拡大する。
地方局の放送時間のうち、自社制作番組が2割、黒ネット（コマネット）と呼ばれるエフエム東京の広告付き番組が3割と想定した場合、残り5割をJFNCが担うこととし、JFNCの生放送をNTT中継回線で流し、定額で好きなだけ使える形式（サブスクリプション）とした。「毛布（ブランケット）をかぶせるような包括契約」の意味から「ブランケット方式」と名付けている。この、エフエム東京制作番組を配信する回線を通称「Aライン」、JFNC制作の番組を配信する回線を通称「Bライン」と称している。
そのJFNCは、設立後3年で3億円弱の赤字を抱えるも1987年に単年度黒字となり、1990年には累積損失を一掃している。
このような、地方局に編成の自由度を高めた編成方針がとれる方式を採用した理由について、JFNC開設当時にエフエム東京の常務であった後藤亘は「テレビのように、キー局が上から番組をドッと流す時代ではない」と思い「番組を一個一個買うと、金額にシビアになるが、文化の価値がお金で上下するのはおかしい。各局が安心して地元の番組を作れるよう、一定額で多くの番組が使える仕組みを考えた」としている。

## 沿革
- 1984年（昭和59年）
  - 3月21日 - 設立発起人会開催。
  - 5月31日 - 資本金1億円で会社設立。
  - 9月1日 - 当日極東放送から転換したエフエム沖縄に番組供給開始。
  - 12月1日 - 当日開局したエフエム宮崎に番組供給開始。
  - 12月18日 - 当日開局した福井エフエム放送に番組供給開始。
- 1985年（昭和60年）
  - 4月1日 - 当日開局したエフエム秋田・富山エフエム放送に番組供給開始。
  - 6月1日 - 当日開局した三重エフエム放送に番組供給開始。
  - 10月1日 - 当日開局したエフエム岩手・エフエム群馬に番組供給開始。
  - 11月1日 - 当日開局したエフエム中九州（現：エフエム熊本）に番組供給開始。
  - 12月1日 - 当日開局したエフエム山口に番組供給開始。
- 1986年（昭和61年）
  - 3月14日 - 資本金1億4千万円に増資。
  - 10月1日 - 当日開局したエフエム山陰に番組供給開始。
- 1987年（昭和62年）
  - 4月1日 - 当日開局したエフエム青森に番組供給開始。
  - 10月1日 - 当日開局したエフエムラジオ新潟に番組供給開始。
- 1988年（昭和63年）
  - 4月1日 - 当日開局したエフエム香川に番組供給開始。
  - 8月8日 - 当日開局したエフエム富士に番組供給開始。
  - 10月1日 - 当日開局した長野エフエム放送に番組供給開始。
- 1989年（平成元年）4月1日 - 当日開局したエフエム山形に番組供給開始。
- 1990年（平成2年）4月1日 - 当日開局したエフエム石川に番組供給開始。
- 1991年（平成3年）10月1日 - エフエム大分のJFN加盟に伴い、同局に番組供給開始。
- 1992年（平成4年）
  - 4月1日 - 当日開局したエフエム高知・エフエム徳島・エフエム佐賀に番組供給開始。
  - 9月30日 - エフエム富士がJFNから脱退し独立局へ移行、同時に番組供給も終了した。
  - 10月1日 - 当日開局したエフエム鹿児島に番組供給開始。
- 1994年（平成6年）4月1日 - 当日開局したエフエム栃木に番組供給開始。
- 1995年（平成7年）
  - 9月1日 - 資本金4億円に増資。
  - 10月1日 - 当日開局したエフエム福島に番組供給開始。
- 1996年（平成8年）12月1日 - 当日開局したエフエム滋賀に番組供給開始。
- 1999年（平成11年）4月1日 - 当日開局した岡山エフエム放送に番組供給開始。
- 2001年（平成13年）4月1日 - 当日開局した岐阜エフエム放送に番組供給開始。
- 2003年（平成15年）4月1日 - 兵庫エフエムラジオ放送（後にKiss-FM KOBEに社名変更）のJFN加盟に伴い、同局に番組供給開始。
- 2010年（平成22年）10月1日 - Kiss-FM KOBEから経営を引き継いだ兵庫エフエム放送への番組供給を開始[注釈 2]。
- 2014年（平成26年）3月1日 - 岐阜エフエム放送から経営を引き継いだエフエム岐阜への番組供給を開始。
- 2020年（令和2年）
  - 9月1日 - InterFM897の発行済み全株式を木下グループより取得し完全子会社とする[5][6]。InterFM897はこの日よりJFNに特別加盟局として加盟。
  - 11月1日 - InterFM897に番組供給開始[7]。

## 番組配信手法
開始当初はNTTの専用回線を使用していたが、1994年7月1日からは通信衛星・JCSAT-2を介した「JFNサテライトネットワーク」を用いている。JCSAT-2の1トランスポンダを使用して電話・データ用の1回線と番組配信用の4回線を確保。うち2回線をエフエム東京制作番組用（Aライン）とJFNC制作番組用（Bライン）で使用し、残りの2回線はブロックネット番組用に使用した。悪天候・太陽雑音などにより衛星からの信号が受信困難なときは、IP伝送を使った音声CODECでバックアップするシステムも包含している。
JFNC制作の「Bライン」番組は、同時放送番組である通称「B1」と、加盟局が録音して好きな時間帯に放送できる通称「B2」に分かれている。「B2」プログラムについてはJFN情報ネットワークのファイル配信システムを使用して、BWF-Jフォーマットの音声ファイルとして搬入される。当初はB2プログラムもJCSAT-2経由で配信され、それを各放送局が録音して使用していたが、「たまに録音し損ねる局があり、『もう一度送って！』とお願いされたことも（あった）」という理由からファイル配信システムへと進化している。
生放送番組については、番組自体はユニット単位で構成されており、各放送局にてローカル枠挿入など編成を容易にできるようにしている。
番組そのものは各放送局からの放送となるため、JFNC自体ではそのまま放送を電波に乗せるわけではない。そのため、「放送」という言葉を用いずに「送出」（そうしゅつ）という言葉を使用することがある。従ってこの場合、以前流したものを再度流す際は「再送出」（さいそうしゅつ）となる。また午前中のワイド番組ではローカルでの情報挿入が可能である。

### 番組制作スタジオ
番組は原則的にTOKYO FMの本社であるFMセンタービル（千代田区麹町、JFNセンターから至近）の3階・7階にあるJFN配信番組制作専用スタジオを中心に制作・送出を行っている。これは後からできたJFNセンターには生番組や録音番組を制作・放送するスタジオやマスターなどの「放送局としての機能」を持ち合わせていないこともあるが、それ以前からFMセンタービル（TOKYO FM本社）でJFNの番組制作を行っていたという事情にもよる。このうち、FMセンタービル7階に設置されているスタジオはLスタジオと呼ばれており、JFNC製作だけでなく『TOKYO SPEAKEASY』や『ON THE PLANET』などの深夜番組（いわゆるB2プログラム）で使用されている。
7階フロアにはTOKYO FM アースギャラリー（東京向け・東京発全国向け生放送スタジオ）も設置されている。2006年にスタートした『Eyes on Japan』以降の平日朝のワイドプログラムに関しては全国向けの番組でもあるが、東京向けの時間帯を複合しているため、番組全体はアースギャラリーから放送されている。
その2つのスタジオからなるTOKYO FM向けのスタジオである「アースギャラリー」の合間に小さめのアナブースも設置されており、『JFNニュース』はこのスタジオから送出される。
2023年2月より、InterFM897の一部スタジオ機能が同センタービル6階へ移転してきたため、InterFM制作でJFN系列局で放送される番組も同所から放送されている。
JFNCやTOKYO FMを含めたFMセンタービルのスタジオに関しては、エフエム東京#スタジオも参照。

## 番組投稿手法
インターネットが普及するまでは、Bラインの番組へのはがきや封書はJFNCが直接受けるのではなく、リスナーが聴いている局へ送るよう案内されていた（「お聞きの放送局の○○宛て」など）。
次いでEメールが普及するとEメールも直接JFNCで受けるようになり、JFNのサイトにメッセージフォームが設けられ、そちらからも送れるようになった。

### Circle Player
1999年10月に放送を開始した『IR3』は一般向けのインターネット黎明期においてラジオ業界におけるネット参加の先駆けともいえる存在であった。その核はチャットとメールであり、番組内に設けられたチャットを通じて番組を盛り上げていくようになった。
その後に作られたのがジャパンエフエムネットワーク主導のコミュニティーサイト『JFN Circle Player』（サークル・プレイヤー）を開設。各番組ごとやネット局ごとに多彩やページが設けられ、リスナー同士がコミュニケーションをとったり、番組によってはスタッフやパーソナリティが乱入してサークルを盛り上げていった。
掲示板のシステムはそのまま『SCHOOL OF LOCK!』で行われている。また、この流れを引き継いで後述の『AuDee』につながっていく。

### JFN PARK → AuDee
2016年4月、TOKYO FMと共同でオーディオコンテンツプラットフォームJFN PARK（ジェイエフエヌ パーク）を開始。番組コンテンツ（番組公式サイトを兼ねている）およびサイトオリジナル番組のオンデマンド配信や、番組宛て投稿プラットフォームの提供等を行うもので、この段階でメールアドレスはすべて廃止された。
2020年7月27日、これをリブランドしたAuDee（オーディー） となった。これまでの機能に加え、TOKYO FMが独自に展開していた音楽番組のポータルサイト『MUSIC VILLAGE』（ミュージック・ヴィレッジ）のシステムも一部移行、公式の発表によれば番組のスピンオフオーディオコンテンツ、広告主のブランド向上とエンターテインメントを兼ね備えた「ブランデッドオーディオコンテンツ」の配信、番組発の記事コンテンツを含め、TOKYO FMとJFNCのデジタルコンテンツが集約されたプラットフォームとされており、TOKYO FM番組コンテンツも公式サイトと併用されている。同年10月以降はTOKYO FMやJFN系列で放送されていないにもかかわらずCQ（渋谷のラジオ）制作の『福山雅治と荘口彰久の「地底人ラジオ」』が聴けるようになった。
2021年11月以降はinterfm制作・JFN系列ネットの番組もさらにコンテンツが増え、interfmの番組の全てではないが、TOKYO FMと同様の扱われ方をされている。

## JFNC所属パーソナリティ
- 中田美香（1997年 - ）

過去に所属していたパーソナリティ
- 井門宗之（2002年 - 2020年3月） - 現：フリー
  - JFNC在籍時はADやリポーターに始まり、末期はプロデューサー業務なども担当していたほか『Weekly ニッポン!!』のようなTOKYO FM主導の番組でもパーソナリティを歴任。退社前にパーソナリティを担当していた番組についてはフリー化後も引き続き担当しており、他媒体出演が若干あるもののJFN関係が大半を占めている。

ニュースをはじめとするアナウンサー業務はTOKYO FM報道情報センター所属のアナウンサーおよびフリーアナウンサーが主に担当し、中田・井門両名はJFNC制作番組の進行などを主に担当する。

## JFNCマネジメント所属タレント
上記のパーソナリティが社員として所属しているほかJFNマネジメントとして同社にて芸能人のマネジメントを行っている。
- 前園真聖 - 元サッカー日本代表
- 五十嵐亮太 - 元プロ野球選手・元メジャーリーガー
- 泉ひかり - パルクールアスリート
- 南美沙 - 女優・インフルエンサー・サーファー
- 永井音寧 - パルクールアスリート
- 清水みさと - 女優・タレント

## JFNC制作の主な番組

### JFN B1・B2プログラム
2023年読売新聞記事内、2022年10月「番組配信表」を基に、2025年7月時点の情報で作成。配信表に記載のあるTOKYO FM制作番組も掲載。
斜字はB2プログラム（ファイル配信番組）で標準的な放送時間が設定されているもの。
|    |    | 月曜日 | 火曜日 | 水曜日 | 木曜日 | 金曜日 | 土曜日 | 日曜日 |
| 5  | 00 | 5:00 Sound Library〜世界にひとつだけの本〜 - 木村多江 | （続き） Memories & Discoveries 【火 - 木】早見沙織 【金】関口舞                                                                                           | （続き） Memories & Discoveries 【火 - 木】早見沙織 【金】関口舞                                                                                           | （続き） Memories & Discoveries 【火 - 木】早見沙織 【金】関口舞                                                                                           | （続き） Memories & Discoveries 【火 - 木】早見沙織 【金】関口舞                                                        | 5:00 SING LIKE TALKING 佐藤竹善のアンダンテ - 佐藤竹善 | 5:00 PEOPLE 【第1週】たかまつなな 【第2週】平野啓一郎、トムセン陽子 【第3週】弘兼憲史、尾崎里紗 【第4週】伊藤洋介、古市憲寿 【第5週】林田洋平 |
| 5  | 30 | 5:30 REAL SPORTS - 五十嵐亮太、秋山真凜 | （続き） Memories & Discoveries 【火 - 木】早見沙織 【金】関口舞                                                                                           | （続き） Memories & Discoveries 【火 - 木】早見沙織 【金】関口舞                                                                                           | （続き） Memories & Discoveries 【火 - 木】早見沙織 【金】関口舞                                                                                           | （続き） Memories & Discoveries 【火 - 木】早見沙織 【金】関口舞                                                        | 5:30 サイクリスト・ステーション ツアー・オブ・ジャパン - 野島裕史 | 5:00 PEOPLE 【第1週】たかまつなな 【第2週】平野啓一郎、トムセン陽子 【第3週】弘兼憲史、尾崎里紗 【第4週】伊藤洋介、古市憲寿 【第5週】林田洋平 |
| 6  | 00 | 6:00 ONE MORNING（TOKYO FM共同制作） - ユージ、吉田明世 | 6:00 ONE MORNING（TOKYO FM共同制作） - ユージ、吉田明世 | 6:00 ONE MORNING（TOKYO FM共同制作） - ユージ、吉田明世 | 6:00 ONE MORNING（TOKYO FM共同制作） - ユージ、吉田明世 | 6:00 ONE MORNING（TOKYO FM共同制作） - ユージ、吉田明世                                                                 | 6:00 From Athlete! - 萩野公介、高木菜那、ミノルクリス滝沢 | 6:00 SUNDAY FLICKERS - 春風亭一之輔、汾陽麻衣                                                                                                 |
| 6  | 55 | 6:55 MY OLYMPIC（JFN加盟38局制作） | 6:55 MY OLYMPIC（JFN加盟38局制作） | 6:55 MY OLYMPIC（JFN加盟38局制作） | 6:55 MY OLYMPIC（JFN加盟38局制作） | 6:55 MY OLYMPIC（JFN加盟38局制作）                                                                                      | 6:00 From Athlete! - 萩野公介、高木菜那、ミノルクリス滝沢 | 6:00 SUNDAY FLICKERS - 春風亭一之輔、汾陽麻衣                                                                                                 |
| 7  | 00 | 7:00 - 7:30 プログラムネット時間帯（※Aライン） | 7:00 - 7:30 プログラムネット時間帯（※Aライン） | 7:00 - 7:30 プログラムネット時間帯（※Aライン） | 7:00 - 7:30 プログラムネット時間帯（※Aライン） | 7:00 - 7:30 プログラムネット時間帯（※Aライン）                                                                          | ▽7:21 - 7:26 【ローカル枠】 | 6:00 SUNDAY FLICKERS - 春風亭一之輔、汾陽麻衣                                                                                                 |
| 7  | 30 | 7:30 OH! HAPPY MORNING 【月・火】井門宗之、森藤恵美 【水・木】蒲田健、高橋茉奈                                                                             | 7:30 OH! HAPPY MORNING 【月・火】井門宗之、森藤恵美 【水・木】蒲田健、高橋茉奈                                                                             | 7:30 OH! HAPPY MORNING 【月・火】井門宗之、森藤恵美 【水・木】蒲田健、高橋茉奈                                                                             | 7:30 OH! HAPPY MORNING 【月・火】井門宗之、森藤恵美 【水・木】蒲田健、高橋茉奈                                                                             | 7:30 THE G.O.A.T. - 帆世雄一、降幡愛                                                                                    | ▽7:21 - 7:26 【ローカル枠】 | 7:30 （配信なし） |
| 7  | 30 | ▽7:50 - 7:55 【ローカル枠】 | | | | | ▽7:21 - 7:26 【ローカル枠】 | 7:30 （配信なし） |
| 8  | 00 | 8:00 - 8:20 プログラムネット時間帯 | 8:00 - 8:20 プログラムネット時間帯 | 8:00 - 8:20 プログラムネット時間帯 | 8:00 - 8:20 プログラムネット時間帯 | 8:00 - 8:20 プログラムネット時間帯                                                                                      | ▽8:21 - 8:25 【ローカル枠】 | 8:00 ハリセンボンの「かっぽじ気分」 - ハリセンボン                                                                                            |
| 8  | 20 | | | | | | ▽8:21 - 8:25 【ローカル枠】 | 8:00 ハリセンボンの「かっぽじ気分」 - ハリセンボン                                                                                            |
| 8  | 30 | 8:30 （配信なし） | | | | | ▽8:21 - 8:25 【ローカル枠】 | |
| 8  | 55 | ▽8:55 JFNニュース | ▽8:55 JFNニュース | ▽8:55 JFNニュース | ▽8:55 JFNニュース | ▽8:55 JFNニュース | 8:55 JFNニュース | 8:55 JFNニュース |
| 9  | 00 | ▽9:26 - 9:31 【ローカル枠】 ▽9:55 - 10:00 【ローカル枠】                                                                                                   | ▽9:26 - 9:31 【ローカル枠】 ▽9:55 - 10:00 【ローカル枠】                                                                                                   | ▽9:26 - 9:31 【ローカル枠】 ▽9:55 - 10:00 【ローカル枠】                                                                                                   | ▽9:26 - 9:31 【ローカル枠】 ▽9:55 - 10:00 【ローカル枠】                                                                                                   | ▽9:26 - 9:31 【ローカル枠】 ▽9:55 - 10:00 【ローカル枠】                                                                | 9:00 （配信なし） | 9:00 （配信なし） |
| 10 | 00 | ▽10:20 - 10:30 ジャパネットたかたラジオショッピング | ▽10:20 - 10:30 ジャパネットたかたラジオショッピング | ▽10:20 - 10:30 ジャパネットたかたラジオショッピング | ▽10:20 - 10:30 ジャパネットたかたラジオショッピング | ▽10:20 - 10:30 ジャパネットたかたラジオショッピング                                                                     | 10:00 - 10:55 プログラムネット時間帯 | 10:00 - 10:55 プログラムネット時間帯 |
| 10 | 55 | 10:55（配信なし） | 10:55（配信なし） | 10:55（配信なし） | 10:55（配信なし） | 10:55（配信なし） | 10:55 恋する日本史 - 神田蘭 | 10:55 My Style,Camp Life〜自分と向き合うくらし〜 - 西村瑞樹（バイきんぐ）                                                                     |
| 11 | 00 | 11:00 - 11:30 プログラムネット時間帯 | 11:00 - 11:30 プログラムネット時間帯 | 11:00 - 11:30 プログラムネット時間帯 | 11:00 - 11:30 プログラムネット時間帯 | 11:00 - 11:30 プログラムネット時間帯                                                                                    | 11:00 （配信なし） | 11:00 - 11:55プログラムネット時間帯 |
| 11 | 30 | 11:30 Otona no Radio Alexandria - ロバート・ハリス ▽11:51 - 11:55 【ローカル枠】                                                                           | 11:30 Otona no Radio Alexandria - ロバート・ハリス ▽11:51 - 11:55 【ローカル枠】                                                                           | 11:30 Otona no Radio Alexandria - ロバート・ハリス ▽11:51 - 11:55 【ローカル枠】                                                                           | 11:30 Otona no Radio Alexandria - ロバート・ハリス ▽11:51 - 11:55 【ローカル枠】                                                                           | 11:30 Otona no Radio Alexandria - ロバート・ハリス ▽11:51 - 11:55 【ローカル枠】                                        | 11:00 （配信なし） | 11:00 - 11:55プログラムネット時間帯 |
| 11 | 55 | ▽11:55 JFNニュース | ▽11:55 JFNニュース | ▽11:55 JFNニュース | ▽11:55 JFNニュース | ▽11:55 JFNニュース | 11:55 JFNニュース | 11:55 JFNニュース |
| 12 | 00 | ▽12:49 - 12:52 【ローカル枠】 | ▽12:49 - 12:52 【ローカル枠】 | ▽12:49 - 12:52 【ローカル枠】 | ▽12:49 - 12:52 【ローカル枠】 | ▽12:49 - 12:52 【ローカル枠】                                                                                           | 12:00 「坂崎さんの番組」という番組 - 坂崎幸之助 | 12:00 - 12:55 プログラムネット時間帯 |
| 12 | 55 | 12:55 Words Of Wisdom -ときめく、言葉- - 真飛聖 | 12:55 Words Of Wisdom -ときめく、言葉- - 真飛聖 | 12:55 Words Of Wisdom -ときめく、言葉- - 真飛聖 | 12:55 Words Of Wisdom -ときめく、言葉- - 真飛聖 | 12:55 Words Of Wisdom -ときめく、言葉- - 真飛聖                                                                         | 12:55 JFNニュース | 12:55 JFNニュース |
| 13 | 00 | 13:00 デイリーフライヤー 【月・火】大橋俊夫 【水 - 金】井門宗之                                                                                            | 13:00 デイリーフライヤー 【月・火】大橋俊夫 【水 - 金】井門宗之                                                                                            | 13:00 デイリーフライヤー 【月・火】大橋俊夫 【水 - 金】井門宗之                                                                                            | 13:00 デイリーフライヤー 【月・火】大橋俊夫 【水 - 金】井門宗之                                                                                            | 13:00 デイリーフライヤー 【月・火】大橋俊夫 【水 - 金】井門宗之                                                         | 13:00 - 13:55 プログラムネット時間帯 | 13:00 - 13:55 プログラムネット時間帯 |
| 13 | 30 | 13:30 レコレール 【月・火】Shaula 【水・木】鬼頭由芽 | 13:30 レコレール 【月・火】Shaula 【水・木】鬼頭由芽 | 13:30 レコレール 【月・火】Shaula 【水・木】鬼頭由芽 | 13:30 レコレール 【月・火】Shaula 【水・木】鬼頭由芽 | 13:30 FRIDAY GOES ON! 〜あっ、それいただきっ!〜 - 斉藤リョーツ、藤井悠                                                  | 13:00 - 13:55 プログラムネット時間帯 | 13:00 - 13:55 プログラムネット時間帯 |
| 13 | 55 | ▽13:55 Rolling Stone Cafe - NAOKI（LOVE PSYCHEDELICO） | ▽13:55 Rolling Stone Cafe - NAOKI（LOVE PSYCHEDELICO） | ▽13:55 Rolling Stone Cafe - NAOKI（LOVE PSYCHEDELICO） | ▽13:55 Rolling Stone Cafe - NAOKI（LOVE PSYCHEDELICO） | ▽13:55 Rolling Stone Cafe - NAOKI（LOVE PSYCHEDELICO）                                                                  | 13:55 （TOKYO FM制作の番組を放送） | 13:55 （配信なし） |
| 14 | 00 | ▽14:15 JFNラジオショッピング または JFNブランニューヒッツ ▽14:55 （配信なし 主にTOKYO FM制作の番組を放送）                                                 | ▽14:15 JFNラジオショッピング または JFNブランニューヒッツ ▽14:55 （配信なし 主にTOKYO FM制作の番組を放送）                                                 | ▽14:15 JFNラジオショッピング または JFNブランニューヒッツ ▽14:55 （配信なし 主にTOKYO FM制作の番組を放送）                                                 | ▽14:15 JFNラジオショッピング または JFNブランニューヒッツ ▽14:55 （配信なし 主にTOKYO FM制作の番組を放送）                                                 | ▽14:15 JFNラジオショッピング または JFNブランニューヒッツ ▽14:55 （配信なし 主にTOKYO FM制作の番組を放送）              | 14:00 - 14:55 プログラムネット時間帯 | 14:00 - 14:55 プログラムネット時間帯 |
| 14 | 55 | ▽14:15 JFNラジオショッピング または JFNブランニューヒッツ ▽14:55 （配信なし 主にTOKYO FM制作の番組を放送）                                                 | ▽14:15 JFNラジオショッピング または JFNブランニューヒッツ ▽14:55 （配信なし 主にTOKYO FM制作の番組を放送）                                                 | ▽14:15 JFNラジオショッピング または JFNブランニューヒッツ ▽14:55 （配信なし 主にTOKYO FM制作の番組を放送）                                                 | ▽14:15 JFNラジオショッピング または JFNブランニューヒッツ ▽14:55 （配信なし 主にTOKYO FM制作の番組を放送）                                                 | ▽14:15 JFNラジオショッピング または JFNブランニューヒッツ ▽14:55 （配信なし 主にTOKYO FM制作の番組を放送）              | 14:55 JFNニュース | 14:55 JFNニュース |
| 15 | 00 | | | | | | 15:00 - 15:55 プログラムネット時間帯 | 15:00 - 15:55 プログラムネット時間帯 |
| 15 | 55 | 15:55 JFNニュース | 15:55 JFNニュース | 15:55 JFNニュース | 15:55 JFNニュース | 15:55 JFNニュース | 15:55 （配信なし） | 15:55 FLORAの恵み - 江口桃子 |
| 16 | 00 | 16:00 Happy Our Party! - 杉崎真宏 ▽16:10 - 16:20 はぴねすくらぶラジオショッピング ▽16:26 - 16:30 【ローカル枠】                                            | 16:00 Happy Our Party! - 杉崎真宏 ▽16:10 - 16:20 はぴねすくらぶラジオショッピング ▽16:26 - 16:30 【ローカル枠】                                            | 16:00 Happy Our Party! - 杉崎真宏 ▽16:10 - 16:20 はぴねすくらぶラジオショッピング ▽16:26 - 16:30 【ローカル枠】                                            | 16:00 Happy Our Party! - 杉崎真宏 ▽16:10 - 16:20 はぴねすくらぶラジオショッピング ▽16:26 - 16:30 【ローカル枠】                                            | 16:00 （配信なし） | 16:00 - 16:55 プログラムネット時間帯 | 16:00 - 16:55 プログラムネット時間帯 |
| 16 | 45 | 16:45 （配信なし） | 16:45 （配信なし） | 16:45 （配信なし） | 16:45 （配信なし） | 16:00 （配信なし） | 16:00 - 16:55 プログラムネット時間帯 | 16:00 - 16:55 プログラムネット時間帯 |
| 16 | 55 | 16:45 （配信なし） | 16:45 （配信なし） | 16:45 （配信なし） | 16:45 （配信なし） | 16:00 （配信なし） | 16:55 JFNニュース | 16:55 JFNニュース |
| 17 | 00 | 16:45 （配信なし） | 16:45 （配信なし） | 16:45 （配信なし） | 16:45 （配信なし） | 16:00 （配信なし） | 17:00 - 17:55 プログラムネット時間帯 | 17:00 - 17:55 プログラムネット時間帯 |
| 17 | 55 | 16:45 （配信なし） | 16:45 （配信なし） | 16:45 （配信なし） | 16:45 （配信なし） | 16:00 （配信なし） | 17:55 JFNニュース | 17:55 JFNニュース |
| 18 | 00 | 16:45 （配信なし） | 16:45 （配信なし） | 16:45 （配信なし） | 16:45 （配信なし） | 16:00 （配信なし） | 18:00 （配信なし） | 18:00 （配信なし） |
| 18 | 55 | 18:55 JFNニュース | 18:55 JFNニュース | 18:55 JFNニュース | 18:55 JFNニュース | 18:55 JFNニュース | 18:55 JFNニュース | 18:55 JFNニュース |
| 19 | 00 | 19:00 A・O・R - ユキ・ラインハート | 19:00 A・O・R - ユキ・ラインハート | 19:00 A・O・R - ユキ・ラインハート | 19:00 A・O・R - ユキ・ラインハート | 19:00 アーティスト・プロデュース・ スーパー・エディション - 月替わり                                                    | 19:00 （配信なし） | 19:00 Music Ride Story - 山口智充、白宮エリー                                                                                                 |
| 19 | 55 | ▽19:55 JFNニュース | ▽19:55 JFNニュース | ▽19:55 JFNニュース | ▽19:55 JFNニュース | 19:55 JFNニュース | 19:55 企業の遺伝子 - 武田隆、知花くらら | 19:55 清水みさとの、サウナいこ? - 清水みさと                                                                                                  |
| 20 | 00 | | | | | 20:00 LEGENDS 【第1週】甲斐よしひろ 【第2週】渡辺美里 【第3週】岩崎宏美 【第4週】宇崎竜童 【第5週】（スペシャルゲスト） | 20:00 （配信なし） | 20:00 有吉弘行のSUNDAY NIGHT DREAMER - 有吉弘行 ▽20:55 JFNニュース                                                                            |
| 20 | 55 | 20:55 JFNニュース | 20:55 JFNニュース | 20:55 JFNニュース | 20:55 JFNニュース | 20:55 JFNニュース | 20:55 JFNニュース | 20:00 有吉弘行のSUNDAY NIGHT DREAMER - 有吉弘行 ▽20:55 JFNニュース                                                                            |
| 21 | 00 | 21:00 クリエイターズ・スタジオ with ボカコレ 【月】小林幸子、ドグマ風見 【火】ペイトン尚未、原口沙輔 【水】藤井直樹、雪乃イト 【木】松丸亮吾、jon-YAKITORY | 21:00 クリエイターズ・スタジオ with ボカコレ 【月】小林幸子、ドグマ風見 【火】ペイトン尚未、原口沙輔 【水】藤井直樹、雪乃イト 【木】松丸亮吾、jon-YAKITORY | 21:00 クリエイターズ・スタジオ with ボカコレ 【月】小林幸子、ドグマ風見 【火】ペイトン尚未、原口沙輔 【水】藤井直樹、雪乃イト 【木】松丸亮吾、jon-YAKITORY | 21:00 クリエイターズ・スタジオ with ボカコレ 【月】小林幸子、ドグマ風見 【火】ペイトン尚未、原口沙輔 【水】藤井直樹、雪乃イト 【木】松丸亮吾、jon-YAKITORY | 21:00 Music Ride Story（再送出） - 山口智充、白宮エリー                                                                 | 21:00 S.I.N NEXT GENERATION - 坂本昌行、長野博、井ノ原快彦 （20th Century） | 20:00 有吉弘行のSUNDAY NIGHT DREAMER - 有吉弘行 ▽20:55 JFNニュース                                                                            |
| 21 | 55 | 21:55 JFNニュース | 21:55 JFNニュース | 21:55 JFNニュース | 21:55 JFNニュース | 21:55 JFNニュース | 21:55 JFNニュース | 21:55 JFNニュース |
| 22 | 00 | 22:00 - 22:55 プログラムネット時間帯 | 22:00 - 22:55 プログラムネット時間帯 | 22:00 - 22:55 プログラムネット時間帯 | 22:00 - 22:55 プログラムネット時間帯 | 22:00 - 22:55 プログラムネット時間帯                                                                                    | 22:00 - 22:55 プログラムネット時間帯 | 22:00 MUSIC TOURIST - 丸山茂雄、Ryo'LEFTY'Miyata                                                                                              |
| 22 | 30 | 22:00 - 22:55 プログラムネット時間帯 | 22:00 - 22:55 プログラムネット時間帯 | 22:00 - 22:55 プログラムネット時間帯 | 22:00 - 22:55 プログラムネット時間帯 | 22:00 - 22:55 プログラムネット時間帯                                                                                    | 22:00 - 22:55 プログラムネット時間帯 | 22:30 Actors -life&music- |
| 22 | 55 | 22:55 （配信なし 放送局によってはTOKYO FM制作の番組を放送）                                                                                                | 22:55 （配信なし 放送局によってはTOKYO FM制作の番組を放送）                                                                                                | 22:55 （配信なし 放送局によってはTOKYO FM制作の番組を放送）                                                                                                | 22:55 （配信なし 放送局によってはTOKYO FM制作の番組を放送）                                                                                                | 22:55 （配信なし 放送局によってはTOKYO FM制作の番組を放送）                                                             | 22:55 JFNニュース | 22:55 JFNニュース |
| 23 | 00 | 23:00 - 23:55 プログラムネット時間帯 | 23:00 - 23:55 プログラムネット時間帯 | 23:00 - 23:55 プログラムネット時間帯 | 23:00 - 23:55 プログラムネット時間帯 | 23:00 - 23:55 プログラムネット時間帯                                                                                    | 23:00 - 23:55 プログラムネット時間帯 | 23:00 - 23:55 プログラムネット時間帯 |
| 23 | 55 | 23:55 Rolling Stone Cafe（再送出） - NAOKI（LOVE PSYCHEDELICO）                                                                                            | 23:55 Rolling Stone Cafe（再送出） - NAOKI（LOVE PSYCHEDELICO）                                                                                            | 23:55 Rolling Stone Cafe（再送出） - NAOKI（LOVE PSYCHEDELICO）                                                                                            | 23:55 Rolling Stone Cafe（再送出） - NAOKI（LOVE PSYCHEDELICO）                                                                                            | 23:55 Rolling Stone Cafe（再送出） - NAOKI（LOVE PSYCHEDELICO）                                                         | 23:55 RADIO MUSEUM 〜聴く、名画〜 - 浜崎美保 | 23:55 Good-Track! - 井上麻里奈 |
| 0  | 00 | 0:00 - 0:55 プログラムネット時間帯 | 0:00 - 0:55 プログラムネット時間帯 | 0:00 - 0:55 プログラムネット時間帯 | 0:00 - 0:55 プログラムネット時間帯 | 0:00 - 0:55 プログラムネット時間帯                                                                                      | 0:00 ミッドナイト・ダイバーシティー 〜正気のSaturday Night〜 【第1週】ハナコ 【第2週】ビスケットブラザーズ 【第3週】カミナリ 【第4週】ヤマサキ セイヤ（キュウソネコカミ） 【第5週】（スペシャルゲスト） ▽0:55 IT'S MUSIC - 鈴木まひる | 0:00 武部聡志のSESSIONS - 武部聡志 |
| 0  | 55 | 0:55 JFNニュース | 0:55 JFNニュース | 0:55 JFNニュース | 0:55 JFNニュース | 0:55 JFNニュース | 0:00 ミッドナイト・ダイバーシティー 〜正気のSaturday Night〜 【第1週】ハナコ 【第2週】ビスケットブラザーズ 【第3週】カミナリ 【第4週】ヤマサキ セイヤ（キュウソネコカミ） 【第5週】（スペシャルゲスト） ▽0:55 IT'S MUSIC - 鈴木まひる | 0:00 武部聡志のSESSIONS - 武部聡志 |
| 1  | 00 | 1:00 TOKYO SPEAKEASY - 國村隼、日替わりゲスト2名 | 1:00 TOKYO SPEAKEASY - 國村隼、日替わりゲスト2名 | 1:00 TOKYO SPEAKEASY - 國村隼、日替わりゲスト2名 | 1:00 TOKYO SPEAKEASY - 國村隼、日替わりゲスト2名 | 1:00 From INI - INI | 0:00 ミッドナイト・ダイバーシティー 〜正気のSaturday Night〜 【第1週】ハナコ 【第2週】ビスケットブラザーズ 【第3週】カミナリ 【第4週】ヤマサキ セイヤ（キュウソネコカミ） 【第5週】（スペシャルゲスト） ▽0:55 IT'S MUSIC - 鈴木まひる | 1:00 RADIO NME JAPAN 〜NEW MUSICAL EXPRESS JAPAN〜（再送出） - 古川琢也                                                                       |
| 2  | 00 | 2:00 AuDee CONNECT 【月】狩野英孝 【火】緑仙 【水】蓮見翔 【木】NCT WISH、ファン太、超学生                                                                 | 2:00 AuDee CONNECT 【月】狩野英孝 【火】緑仙 【水】蓮見翔 【木】NCT WISH、ファン太、超学生                                                                 | 2:00 AuDee CONNECT 【月】狩野英孝 【火】緑仙 【水】蓮見翔 【木】NCT WISH、ファン太、超学生                                                                 | 2:00 AuDee CONNECT 【月】狩野英孝 【火】緑仙 【水】蓮見翔 【木】NCT WISH、ファン太、超学生                                                                 | 1:00 From INI - INI | 2:00 週刊音楽論 - 市川美絵 | 2:00（配信なし 不定期で回線テスト放送を送出）                                                                                                 |
| 3  | 00 | 2:00 AuDee CONNECT 【月】狩野英孝 【火】緑仙 【水】蓮見翔 【木】NCT WISH、ファン太、超学生                                                                 | 2:00 AuDee CONNECT 【月】狩野英孝 【火】緑仙 【水】蓮見翔 【木】NCT WISH、ファン太、超学生                                                                 | 2:00 AuDee CONNECT 【月】狩野英孝 【火】緑仙 【水】蓮見翔 【木】NCT WISH、ファン太、超学生                                                                 | 2:00 AuDee CONNECT 【月】狩野英孝 【火】緑仙 【水】蓮見翔 【木】NCT WISH、ファン太、超学生                                                                 | 3:00 ウチらのイイブン！ - すがちゃん最高No. 1                                                                           | 3:00 風とロック - 箭内道彦 | 2:00（配信なし 不定期で回線テスト放送を送出）                                                                                                 |
| 3  | 30 | 2:00 AuDee CONNECT 【月】狩野英孝 【火】緑仙 【水】蓮見翔 【木】NCT WISH、ファン太、超学生                                                                 | 2:00 AuDee CONNECT 【月】狩野英孝 【火】緑仙 【水】蓮見翔 【木】NCT WISH、ファン太、超学生                                                                 | 2:00 AuDee CONNECT 【月】狩野英孝 【火】緑仙 【水】蓮見翔 【木】NCT WISH、ファン太、超学生                                                                 | 2:00 AuDee CONNECT 【月】狩野英孝 【火】緑仙 【水】蓮見翔 【木】NCT WISH、ファン太、超学生                                                                 | 3:00 ウチらのイイブン！ - すがちゃん最高No. 1                                                                           | 3:30 Jazz Reminiscence - 山中千尋 | 2:00（配信なし 不定期で回線テスト放送を送出）                                                                                                 |
| 4  | 00 | 4:00 Memories & Discoveries（翌朝に続く） | 4:00 Memories & Discoveries（翌朝に続く） | 4:00 Memories & Discoveries（翌朝に続く） | 4:00 Memories & Discoveries（翌朝に続く） | 3:00 ウチらのイイブン！ - すがちゃん最高No. 1                                                                           | 4:00 RADIO NME JAPAN 〜NEW MUSICAL EXPRESS JAPAN〜 - 古川琢也 | 2:00（配信なし 不定期で回線テスト放送を送出）                                                                                                 |

### ファイル配信
上記番組表で紹介された番組は省く。放送基準日の3日前に配信される。

#### 38局フルネット番組
全てTOKYO FM制作。
- 10分：あぐりずむ（月曜 - 木曜）、SUZUKI No.1 Factory（月曜 - 木曜）
- 25分：杉浦太陽・村上佳菜子 日曜まなびより（日曜）
- 55分：SPITZ 草野マサムネのロック大陸漫遊記（※放送日時は各局によって異なる）

#### 55分、30分（25分）番組
一部地域では「降りコメント」挿入で、25分番組として放送している地域もある。
月曜更新
- GENERATIONSのGENETALK（30分、2013年4月 - ）
- Laid-Back radio（30分、2024年4月 - ）
- Everlasting Music（30分、2024年4月 - ）

火曜更新
- 山田五郎と中川翔子の『リミックスZ』（30分、2014年4月 - ）
- 昭和サウンドマップ（30分、2025年4月1日 - ）
- Do The Shuffle～AI音選部～（30分、2025年4月1日 - ）

水曜更新
- 要のある音楽（30分）
- FAMILY DISCO（30分、2014年10月3日 - ）
- NOA's ASIAN TREND（30分、2024年10月2日 - ）
- Little Glee Monster「Join Us！」（30分、2024年10月2日 - ）

木曜更新
- すとぷりころんのSTPRhythm!!（30分、2025年4月2日 - ）
- TOKI CHIC RADIO（30分）
- NCT 127 ユウタのYUTA at Home（interfm制作、30分、2020年12月14日 - ）
- ハラミちゃんのハラミファソRadio♪（30分、2021年4月1日 - ）

金曜更新
- あ〜ちゃん ちゃあぽんの!“West Side Story”（30分）
- AI Not So Different（30分）
- クリープハイプ 尾崎世界観 声にしがみついて（30分）
- Good VibeSOUP（30分、2022年4月 - ）

土曜更新
- いきものがかり吉岡聖恵のうたいろRadio（30分）
- イナズマロック レディオ（30分、2022年10月 - ）
- yamaびこラジオ（30分）
- 西村由紀江のSMILE WIND（30分）

日曜更新
- Chageの音道（55分）
- 高橋優のリアラジ（30分）
- 川谷絵音の約30分我慢してくれませんか（30分）
- s**t kingzのダンサーだってしゃべりたい（TOKYO FM制作、30分）
- 武井壮・とにかく明る安村 THE WORLD CLASS（30分、2023年10月‐）

#### 5分以上・25分以下番組
月曜 - 金曜更新
- Music Remark（5分）

月曜更新
- 丸園音楽堂（25分）

火曜更新
- 言の葉歳時記（5分）

水曜更新
- 健康ラジオ～ワンポイント・アドバイス～（5分）
- ECO LIFE～幸せのヒント～（5分）
- Car Life Up To You（5分）

金曜更新
- Music Remark（15分）

土曜更新
- 小堺一機のおうちで〜CINEMA〜（5分）

日曜更新
- Salvage Music（15分）
- Flip The Records ～B面でも恋をして!～（15分）

その他
- ブルボン presents Shining Star
- となりのカイシャに聞いてみた!supported by オリックスグループ（25分／北海道・東北・中国・四国・九州ブロック）
- JAPAN MOVE UP supported by TOKYO HEADLINE（TFMローカル）

#### interfmを主たる放送局として送出する番組
2020年から筆頭株主として出資を行うinterfmへは、他のJFN加盟局でも放送される番組のほか、interfmを主たる放送局として放送するための番組 も制作、送出されている。これらの番組は interfm公式Twitter の番組案内で「#JFN」のハッシュタグの付記、番組ホームページがAuDeeにも設けられているほか、番組投稿用のメールフォームもAuDee内に設けられている。
- 塩沼亮潤 大阿闍梨のstep by step（30分、2021年1月 - ）
- 島津真太郎の週末ゲームCAMP（30分、2021年4月 - ）
- ジョイミューラジオ!（30分、2021年4月 - ）
- “絆”のコミュニティ（5分、2021年4月 - ）
- BALLISTIK RADIO（30分、2021年7月 - ）
- 三上ちさこのJust Chilling（30分、2022年4月2日 - ）
- CLUB CEO（30分、2022年4月3日 - ）
- ぱんぱかカフぃR（30分、2022年4月6日 - ）
- Investor’s Sunday（30分、2023年9月3日 - ）
- 朝みみ ！Precious Family（30分、2023年11月3日 - ）
- 燈の守り人ー幻想夜話ー（30分、2024年6月1日 - ）
- 上坂すみれの土曜闇鍋劇場（30分、2025年4月5日 - ）
- お店ラジオ supported by スマレジ（30分、2025年4月6日 - ）
- Beyond K-point（30分、2025年4月7日  - ）

### テレビ番組
- ザ・カセットテープ・ミュージック - BS12 トゥエルビとの共同制作番組。BS12 トゥエルビでも定期的に放送されている。

## JFNC制作の主な番組（特別番組）

### 恒例となった特別番組
- THINK ABOUT AIDS - 毎年放送されるエイズ啓発番組。語尾にはその年の年号が入る。JFNC制作のレギュラーネットが少ない東京や福岡でも放送される。

### 元日特別番組シリーズ
原則元日の午後に放送される大型特別番組。ただし、土曜日や日曜日に当たる場合はTOKYO FM発の通常番組を放送するため、あけて月曜日に放送される。また大型特別番組であることに加え、新春編成も伴うため、局によって放送時間が大きく変わる。
- 1990年代 - 2005年：新春特別番組歌い初め
- 2006年 - 2008年：JFN NEW YEAR SPECIAL 年賀状 ドット 声
- 2009年 - 2011年：新春特別番組 歌い初め（ここまでは11:30 - 17:00が最長放送時間）
- 2012年：SCHOOL NINE presents お笑ガッツ!（ここから開始時間が13:00に繰り下がる）
- 2013年：OH! HAPPY NEW YEAR レッド・スネイク・イモン
- 2014年：OH! HAPPY NEW YEAR うまいもんダービー
- 2015年・2016年：ふるさとから謹賀新年
- 2017年：OH! HAPPY NEW YEAR ふるきをたずねて新しきを知る （ここから15:55までに縮小）
- 2018年：2018年新春ラジオ福袋!
- 2019年：2019 PLAY with RADIO〜もっとラジオで遊ぼう!
- 2020年：運気アップ2020 〜縁起いい人・モノ・コト・全員集合!〜
- 2021年：大予言スペシャル〜2021年はこうなる!?
- 2022年：年始特別番組 ハロー2022 虎視眈々 開運スペシャル（井門宗之、矢部華恵）
- 2023年：Starting Up 2023（井門宗之・Machico）
- 2024年：DRAGON YEAR PARTY!（井門宗之・関取花）

### 年越し特番
原則、TOKYO FMをキーステーションに全国フルネットされる。
- 2004 - 2005特番：生放送だよ!JFNオールスターズ全員集合!?2005（正確には2005年1月1日 1:00 - 5:00。）
- 2005 - 2006特番：SCHOOL OF LOCK! NEW YEAR'S SPECIAL ONE!（TFM）
- 2006 - 2007特番：JAPAN FM NETWORK SPECIAL PROGLAM SCHOOL OF LOCK! PART1 RING MYSELF!06-07（TOKYO FM渋谷スペイン坂スタジオからのJFN制作） / JAPAN FM NETWORK SPECIAL PROGLAM SCHOOL OF LOCK! PART2 DASH!!（TOKYO FMから一部のJFN局に放送。）
- 2007 - 2008特番：ラジオドラマ銀色のハンドル / SCHOOL OF LOCK! NEW YEAR SPECIAL 2008 THE CHOOSE DAY
- 2008 - 2009特番：SEIKO presents ゆく年くる年
- 2009 - 2010特番：C1000げんきいろプロジェクト Human Conscious Stories～あの人へありがとう
- 2010 - 2011特番：アナザー・ストーリー ～ いま伝えたいこの言葉
- 2011 - 2012／2012 - 2013／2013 - 2014／2014 - 2015特番：三菱UFJニコス presents ゆく年くる年 DEAR PARTNER～次の豊かさへ～
- 2015 - 2016／2016 - 2017特番：GIFT for the FUTURE
- 2017 - 2018特番：Human Conscious Special コドモノチカラ
- 2018 - 2019特番：SCHOOL OF LOCK!〜平成最後の年越しSP 叫べ10代!全国縦断 心の落書き47〜
- 2019 - 2020特番：ONE LOVE〜声でつなぐ、2019→2020 / 新春特別番組 Try Something New 2020[注釈 8]
- 2020 - 2021特番：村上RADIO 年越しスペシャル〜牛坂21〜（系列外のエフエム京都（α-STATION）からの裏送り放送）
- 2021 - 2022特番：スナック ラジオ～年越し営業SP[19]
- 2022 - 2023特番：終わらない歌を歌おう2022-2023 supported by SCHOOL OF LOCK!教育委員会[20]
- 2023 - 2024特番：リリー・フランキー 「スナック ラジオ」〜年越し営業スペシャル2023-2024〜

## JFNC制作の主な番組（JFNCオリジナルのラジオショッピング）
- FM Radio Shopping（JFNC番組パーソナリティとキャスターの掛け合いによる総通のラジオショッピング。2012年12月27日で終了）
- はぴねすくらぶラジオショッピング（『Happy Hour Party!』より前に放送、井門宗之とはぴねすくらぶの担当者によるラジオショッピング。）

現在は以下のパターンがあり、原則として1日3回放送される。
- JFNラジオショッピング - インフォマーシャル形式で健康食品などを紹介するものが井門、蒲田健、小谷大輔、中田美香のいずれかで行うもの。また主に夕方枠では同じように銘打っているが火曜 - 木曜を中心にエスプリラインの枠買取による「スピードラーニングのお知らせ」の場合やショップジャパン、松坂屋通信販売もある。
- JFNブランニューヒッツ - 不定期で放送。最新のヒット曲を紹介する。ナビゲーターは松原えりか。

また5分番組のためファイル配信で各放送局へ事前配信されており、JFNタイムテーブルと同時刻の放送であっても局によって内容が異なることがある。いずれの場合も祝日は休止されることが多い（前記の事情により、まれに放送されることがある）。

### ネット局
その他のパターン
- HAPPY MARCHE - 『OH! HAPPY MORNING』内で火曜9時台に行われる健康食品を紹介するラジオショッピング。井門が進行する。『OH! HAPPY MORNING』9時台同時ネット局と一部局で時差または同時ネット。2020年9月で終了。
- ジャパネットたかたとはぴねすくらぶ生放送・同時ネットにおけるラジオショッピング展開。

## オリンピック・スポーツイベント特番
- JFN CHEER UP!! STATION

## JFNC制作の主な番組（放送終了）

### JFN B2プログラム
平日未明・明け方
- ラジ王（1994年4月5日 - 1995年3月1日、火 - 金 1:00 - 3:00）
- G1 Grouper（1995年3月2日 - 1997年10月1日、火 - 金 1:00 - 3:00）
- AVEX HEADLINE（1997年10月 - 1999年3月、火 - 金 1:00 - 1:10）
- KADOKAWA電波マガジン（1997年10月 - 1999年3月、火 - 金 1:10 - 2:00）
  - JFNリスナーズ・アウォード
- DEEPER STREET（1997年10月 - 1999年3月、火 - 金 2:00 - 5:00）
- ラジオ黄金時代（1999年4月 - 2002年10月1日、火 - 金 1:00 - 5:00）
- やまだひさしのラジアンリミテッドDX（2002年10月2日 - 2010年4月1日、火 - 金 1:00 - 3:00）
- 扉-TO VILLA-（2010年4月2日 - 2011年4月1日、火 - 金 1:00 - 4:00）
- BIG SPECIAL（2011年4月2日 - 2015年4月1日、火 - 金 1:00 - 4:00）
- ON THE PLANET（2015年4月2日 - 2022年4月1日、火 - 金 1:00 - 4:00→2:00 - 4:00）
- BPR5000（2001年4月3日 - 2005年3月31日、火 - 木 3:00 - 5:00、当初は『ラジオ黄金時代』に内包されていたが、後に独立番組）
- WANTED!（2005年4月5日 - 2007年3月30日、火 - 金 3:00 - 5:00）
- DAY BREAK／DAY BREAK FRIDAY（2007年4月 - 2010年3月）
- 音楽自由区。（2010年4月1日 - 2013年10月1日、月 5:00 - 5:30・火 - 金 4:00 - 5:30）
- 日々是好日〜降っても晴れても〜（2013年4月 - 2015年10月1日）
- しんドルパーラー→しんドル（1999年10月 - 2005年3月、『BPR5000』と同様に当初は『ラジオ黄金時代』に内包されていたが、後に独立番組）

日曜日
- 南こうせつ 週末はログハウスで（不明 - 2009年6月） - 2002年3月まではB1プログラムであったが、B1プログラムの生放送『RADIO JAPAN on Sunday』開始のため、B2へ移行した。

#### InterFM897を主たる放送局とした送出番組
- Miracle World Channel（30分、2020年9月・10月）
- Life Navigator（10分、2021年1月・2月）
- ワタナベマキのKitchen Talk（30分、2021年3月 - 9月）
- オーマイグラス presents FRAME OUT（30分、2021年4月 - 9月）
- ビバ!菊田あや子のエンド・オブ・ライフ（10分、2021年1月 - 2022年3月）
- ちょっとラジオで喋ってみた（30分、2021年4月 - 2022年3月）
- My Wedding Story（30分、2021年4月 - 2022年3月）
- ザキノネノサキ（30分、2021年4月 - 9月）
- No Heroes（30分、2021年10月 - 12月）
- さはしひろし（仮）（30分、2021年1月 - 2022年10月）

### その他
- 放送室 - ※2005年7月からはTOKYO FMが制作。同年4月の時点では配信表に掲載されなくなった。
- 山田五郎と早見優のWeekend Living - ※放送開始時はAMでNRN系列の茨城放送にもネット。
- FACE TWO FACE（2006年10月 - 2011年12月） - ※インターネットラジオで、パーソナリティは椎名へきる。

## ブロックネットおよび共同制作番組・JFNC制作ではない複数局ネット番組

### 現在
| 番組名                                  | 制作局                             | ネット局                                                         | 放送時間                                                    | 備考                                                                                   |
| --------------------------------------- | ---------------------------------- | ---------------------------------------------------------------- | ----------------------------------------------------------- | -------------------------------------------------------------------------------------- |
| 川井郁子 Unframed notes                 | 東京                               | 東京・大阪                                                       | 金曜 18:00 - 18:25（東京） 金曜 21:00 - 21:25（大阪）       |                                                                                        |
| アース製薬 Dream Shot～輝け!ゴルファー  | 東京                               | 東京・大阪                                                       | 土曜 7:30 - 7:55                                            | 2016年4月から大阪でもネット。                                                          |
| Peace of Mind:土曜の朝のサラ・オレイン  | 東京                               | 東京・大阪                                                       | 土曜 8:30 - 8:55                                            |                                                                                        |
| 太田胃散 presents DAIGOのOHAYO-WISH!!   | 東京                               | 東京・大阪・愛知                                                 | 日曜 9:30 - 9:55（東京） 日曜 8:30 - 8:55（大阪・愛知）     |                                                                                        |
| LACOCO presents Love Myself             | 東京                               | 愛知・岡山・香川                                                 | 土曜 12:30 - 12:55（東京）                                  | 愛知・岡山・香川は2021年4月開始。                                                      |
| Dr.Recella presents 江原啓之 おと語り   | 東京                               | 東京・大阪・山陰                                                 | 日曜 22:00 - 22:25（東京・大阪） 土曜 12:30 - 12:55（山陰） |                                                                                        |
| 続・野沢の雅子さん                      | 大阪                               | 大阪・東京                                                       | 土曜 19:00 - 19:25（大阪） 日曜 22:30 - 22:55（東京）       | 2020年8月開始。 2019年4月 - 2020年4月は『野沢の雅子さん』（キー局：東京）として放送。  |
| LiLiCoのスウェーデン通信                | 北海道                             | 仙台・新潟・静岡・愛知・大阪・兵庫・滋賀・広島・福岡・大分・長崎 | 土曜 9:50 - 10:00（北海道） 局によって異なる                | 2025年7月開始。                                                                        |
| 西村由紀江のSMILE WIND 〜愛ある家族へ〜 | 仙台                               | 岩手・福島                                                       | 土曜 7:00 - 7:30（仙台） 局によって異なる                   |                                                                                        |
| ステーションらんでぶ〜                  | 山陰、岡山 香川、高知              | 山陰、岡山 香川、高知                                            | 月曜 - 木曜 14:40 - 14:47                                   | 制作は日替わりで各局が担当。                                                           |
| maniwac ゴルフチャンネル                | 岡山                               | 香川                                                             | 土曜 8:30 - 9:00                                            | 香川は2021年7月開始。                                                                  |
| 吉田類の類語録                          | 高知                               | 四国4局                                                          | 月曜 13:30 - 13:55（高知） 局によって異なる                 |                                                                                        |
| クロダハウス presents しあわせ物語      | 石川                               | 北陸3局                                                          | 金曜 8:30 - 8:52（石川） 局によって異なる                   |                                                                                        |
| FUT Monthly Radio Program FUT LAB.      | 福井                               | 北陸3局・滋賀                                                    | 第4金曜 20:00 - 20:55（福井・富山） 局によって異なる        |                                                                                        |
| Saturday Junction                       | 大阪 兵庫 京都                     | 大阪・兵庫                                                       | 土曜 11:00 - 12:55                                          | JFN系列外でのα-STATIONでも放送されている。 制作は週替りでα-STATIONも含めた各局が担当。 |
| SOLATO あした、どこ行く?                | 岡山、広島、山口、香川、愛媛、宮崎 | 岡山、広島、山口、香川、愛媛、宮崎                               | 金曜 8:20 - 8:25（岡山） 局によって異なる                   | 2016年5月開始。企画ネット番組                                                          |

### 過去
★はブロックネットが終了したものを表す。
| 番組名                                                                      | 制作局                | ネット局                                                              | 放送時間                                                             | 備考 |
| --------------------------------------------------------------------------- | --------------------- | --------------------------------------------------------------------- | -------------------------------------------------------------------- | --- |
| SEVEN Spirits ↓ 岡本真夜 SEVEN Spirits Radio Tomorrow                       | JFNC                  | 東北6局・新潟                                                         | 木曜 20:00 - 20:55 （宮城・山形以外の5局）                           | 東日本大震災復興支援プログラムで2012年4月より改題。 |
| 小川真奈のラジオティーネイジブルース                                        | JFNC                  | 栃木・三重 兵庫・長崎                                                 | 金曜 21:30 - 21:55（栃木）                                           | |
| RADIO NEXT DOOR                                                             | JFNC                  | 大阪・福島                                                            | 金曜 20:00 - 20:30                                                   | |
| カウンセラージョイ石井のHuman Arts                                          | JFNC                  | 栃木・静岡・大阪                                                      | 土曜 24:00 - 24:30（大阪）                                           | |
| ★ 勝ちそー Kachiuma Soken                                                   | 岩手                  | 岩手・青森・秋田                                                      | 金曜 21:00 - 21:55                                                   | 岩手では金曜20時台に『勝ちそーラジオ』として継続。 |
| STEPPIN' TOHOKU                                                             | 宮城                  | 東北6局                                                               | 金曜 12:00 - 12:50                                                   | |
| 北風小僧                                                                    | 宮城                  | 東北6局                                                               | 土曜 20:00 - 20:55                                                   | 青森のみ21時台に時差ネット。 |
| 東北まんぷくラジオ                                                          | 宮城                  | 東北6局                                                               | 金曜 12:00 - 12:50                                                   | 2018年3月で放送終了した。 |
| EPO 風の散歩道                                                              | 宮城                  | 東北6局・新潟                                                         | 土曜 12:00 - 12:25                                                   | 東北電力の一社提供であったが、東日本大震災に伴い終了。 |
| 長渕剛 RUN FOR TOMORROW 〜明日に向かって〜                                  | 千葉 （系列外）       | 青森・岩手・宮城 福島・栃木・宮崎 鹿児島                              | 当該項目参照                                                         | 東日本大震災の被災地域にある放送局および コミュニティ放送局の他に宮崎・鹿児島も番組開始後に参加。 |
| ゆいまーる沖縄 ゆいまーる金沢                                               | 石川 沖縄             | 石川・沖縄                                                            | 平日 16:55 - 17:00                                                   | 北陸大学の一社提供。 石川では沖縄版、沖縄では金沢版を放送。 |
| Kei's Weekend Tee Shot!珠久美穂子の、気分はバーディーラッシュ!              | 大阪                  | 大阪・滋賀 香川・徳島                                                 | 土曜 6:00 - 7:55                                                     | 2011年9月で終了し、同年10月からは『サタ☆スポ!』に 改題の上、全国ネット化。 |
| ★ 能美防災 presents 六子の心唄                                              | 山陰                  | 中国4局                                                               | 当該項目参照                                                         | 番組は山陰のみで継続。 |
| 木もれ陽のアプローズ                                                        | 広島                  | 中国4局                                                               | 月曜 - 木曜 10:30 - 11:00                                            | 中国電力の一社提供であるが、 東日本大震災以降は番組提供を自粛していた。 |
| GEORGIA Break                                                               | 広島                  | 中国4局                                                               | 当該項目参照                                                         | |
| MY PRECIOUS ENERGY                                                          | 広島                  | 中国4局                                                               | 日曜 8:00 - 8:55                                                     | |
| GEORGIA Dream Catcher                                                       | 山陰・岡山 広島・山口 | 中国4局                                                               | 局によって異なる                                                     | 企画ネット番組。 |
| DoCoMo MUSIC 4U                                                             | 香川                  | 四国4局                                                               | 金曜 21:30 - 21:55                                                   | |
| DoCoMo THANK YOU 4 THE MUSIC                                                | 香川                  | 四国4局                                                               | 金曜 21:30 - 21:55                                                   | |
| Happy四国 presents 四星球のハッピーアワー                                   | 香川                  | 四国4局                                                               | 土曜 19:30 - 19:55 （愛媛以外の3局）                                 | 四国コカ・コーラグループの一社提供。 愛媛のみ時差ネットで土曜 20:00 - 20:25に放送。 |
| ★ シネマフル・ライフ                                                        | 福岡                  | 九州7局                                                               | 土曜 11:00 - 11:55                                                   | 九州電力の一社提供であったが、東日本大震災以降は番組提供を自粛。 2012年3月でブロックネットが終了し、翌月からは福岡のみで継続。                                                                            |
| 酒井彩名のAYANAVI                                                           | 長崎                  | 群馬・新潟 静岡・兵庫                                                 | 局によって異なる                                                     | 2009年4月で制作局の長崎と、系列外のFM NACK5での放送を終了。 |
| docomo Presents 2012北信越かがやき総体 北信越UNION〜絆〜                    | 新潟                  | 新潟・長野・富山 石川・福井                                           | 水曜・木曜 22:55 - 23:00                                             | NTTドコモの一社提供。 2012北信越かがやき総体の開催に合わせて放送。 |
| 信州松代歴史ロマン 真田が愛した街                                           | 長野                  | 長野・北陸3局                                                         | 週末 16:55 - 17:00（長野） 局によって異なる                          | 2016年3月限定番組。 |
| 三井住友VISAカード presents Amitié du weekend                               | 東京                  | 東京・大阪                                                            | 土曜 11:00 - 11:30                                                   | |
| 東京タワー presents DIAMOND VEIL                                            | 東京                  | 東京・大阪                                                            | 土曜 20:00 - 20:30                                                   | パーソナリティの出身地の放送局との2局ネット （2016年4月現在は大阪）。 |
| ★ CELVIANO Grand Hibrid presents 天才ピアニスト横山幸雄のピアノでめぐり逢い | 東京                  | 東京・大阪                                                            | 日曜 24:30 - 25:00（東京） 局によって異なる                          | 2016年5月より大阪でもネットするが、後にネット終了。 番組も2018年9月で終了。 |
| LOVE CONNECTION（月曜 - 水曜） LOVE CONNECTION FRIDAY（金曜）               | 東京                  | 東京・大阪                                                            | 月曜 - 水曜 11:30 - 13:00 金曜 11:30 - 11:55                         | 大阪でも2017年1月からネットされていたが、2018年4月から金曜のみに縮小。 木曜の放送は2020年3月に、月曜 - 水曜は同年9月終了（東京のみ）。                                                                    |
| Pocky ラジアン サンデー                                                     | 東京                  | 東京・大阪                                                            | 日曜 20:00 - 20:30（東京） 日曜 21:00 - 21:30（大阪）                | 2018年4月に放送開始。2020年3月に終了。 |
| 香味焙煎 presents Lifetime with Coffee ～コーヒー片手に、大人のたしなみ～   | 東京                  | 東京・大阪                                                            | 日曜 18:00 - 18:30（東京） 日曜 18:30 - 18:55（大阪）                | 2020年12月放送開始。2021年7月4日放送終了。 |
| ALL-TIME BEST FRIDAY                                                        | 東京                  | 東京・大阪                                                            | 金曜 11:30 - 11:55                                                   | 2020年10月放送開始。2022年4月放送終了。 ALL-TIME BEST（月曜 - 水曜）は東京のみ継続。 |
| SEIKO Presents 松下奈緒 Sound Story                                         | 東京                  | 東京・愛知 大阪・福岡                                                 | 日曜 20:30 - 20:55（東京・大阪） 局によって異なる                    | その後の改編で東京は金曜 17:00 - 17:25へ移動後、終了。 |
| 三菱UFJニコス presents 松任谷正隆のDEAR PARTNER                             | 東京                  | 東京・愛知 大阪・福岡                                                 | 日曜 21:00 - 21:55                                                   | 2017年頃終了。 |
| ★ Doll☆Elementsの「どるラジ」                                               | 東京                  | 東京・宮城・愛知                                                      | 火曜 25:00 - 25:30                                                   | 大阪は2016年3月で、その他の局もグループ解散により同年12月で放送終了。 |
| 鷹の爪団の世界征服ラヂヲ                                                    | 東京                  | 東京・山陰・高知                                                      | 木曜 25:00 - 25:55                                                   | |
| ドリームハート                                                              | 東京                  | 東京・北海道・青森 岩手・宮城・福島 静岡・愛知・大阪 広島・福岡       | 日曜 22:30 - 22:55 （東京・岩手・愛知・大阪・広島） 局によって異なる | 現在は38局フルネットで放送中。 |
| NEXCO東日本 presents ハロー・ハイウェイ                                     | 東京                  | 東京・北海道・東北6局 群馬・栃木・新潟・長野                          | 日曜 9:00 - 9:25                                                     | 2019年5月26日放送開始し、2020年3月29日に終了。 12局ネットで全て同時刻に放送されていた。 |
| NAGOMI Setouchi                                                             | 東京                  | 東京・神戸・岡山 広島・山口・徳島 香川・愛媛                          | 日曜 7:30 - 7:55（東京） 局によって異なる                            | [ 注釈 14 ] |
| 霧島リラックスタイム 焼酎ダイニング J-Fairy YASU                            | 東京                  | 東京・宮城・岡山 広島・山口・香川 九州7局・沖縄                       | 土曜 19:00 - 19:25（東京・長崎・宮崎） 局によって異なる              | 2020年6月終了。 |
| OKAMOTO'S SHOCK THE RADIO powered by G-SHOCK                                | 東京                  | 東京・北海道・宮城 静岡・愛知・大阪 広島・福岡・沖縄                  | 金曜 18:00 - 18:25（東京） 局によって異なる                          | その後ネット縮小し、2020年9月に終了。 |
| サッポロビール presents 博多大吉 愛のスコールアワー                         | 東京                  | 東京・北海道・大阪・福岡                                              | 木曜 21:30 - 21:55（東京） 局によって異なる                          | 2019年5月 - 9月に放送。 |
| フレンチ・キスのKissラジ!→ 柏木由紀のYUKIRIN TIME                           | 東京                  | 東京・岩手・宮城 福島・新潟・愛知 大阪・広島・愛媛 福岡・熊本・鹿児島 | 土曜 24:00 - 24:30（東京・岩手） 局によって異なる                    | 2020年10月以降は東京のみの放送となり、放送時間が木曜 28:00 - 28:30（金曜 4:00 - 4:30）へ移動。 番組終了後、東京のみ2025年4月 - 9月の期間限定で放送再開。                                                  |
| 太田胃散 presents ベッキー♪GO LUCKY                                         | 東京                  | 東京・愛知・大阪                                                      | 日曜 9:30 - 9:55（東京） 局によって異なる                            | |
| Music Departure                                                             | 東京                  | 東京・愛知・大阪                                                      | 日曜 9:30 - 9:55（東京） 局によって異なる                            | |
| 森永乳業 presents 平原綾香のヒーリング・ヴィーナス                          | 東京                  | 東京・愛知・大阪                                                      | 日曜 18:00 - 18:55                                                   | 2016年10月より愛知でもネット開始。 2019年3月31日で放送終了した。 |
| SEIKO ASTRON presents World Cruise                                          | 東京                  | 東京・愛知・大阪                                                      | 土曜 12:00 - 12:25（東京） 局によって時間は異なる                    | 愛知・大阪は途中でネット打ち切り。東京も2019年3月30日で終了。 |
| ★ WILKINSON “Twilight music"                                                | 東京                  | 東京・愛知・大阪                                                      | 日曜 17:55 - 18:00（東京） 局によって異なる。                        | 日曜 15:25 - 15:30（現在は土曜 10:50 - 10:55）の放送時間が変わった際に、JFNフルネットになったため、ブロックネットでは無くなった。                                                                         |
| WILKINSON Only One Music                                                    | 東京                  | 東京・愛知・大阪                                                      | 土曜 10:55 - 11:00（愛知） 土曜 12:55 - 13:00（東京・大阪）          | 2020年3月までJFN38局全国ネットだった。 2021年3月に終了。 |
| NOVA presents ENGLISH JUKEBOX                                               | 東京                  | 東京・愛知・大阪                                                      | 日曜 20:30 - 20:55（東京・愛知） 日曜 21:30 - 21:55（大阪)           | 開始当初は東京ローカルだった。2021年3月に冠スポンサーの降板と同時に大阪・愛知のネット終了。2023年4月終了。                                                                                                |
| GOODYEAR MUSIC AIRSHIP シティポップレイディオ→シティポップ レイディオ       | 東京                  | 東京・愛知・石川                                                      | 土曜 11:00 - 11:25                                                   | 2022年3月開始。愛知は翌4月に、石川は2023年10月開始。 2024年12月をもって冠スポンサーの降板と同時に愛知・石川のネット終了。東京のみ2024年3月まで放送された。                                                |
| yes!～明日への便り～ presented by ホクトプレミアム 霜降りひらたけ           | 東京                  | 東京・長野・大阪                                                      | 土曜 18:00 - 18:30（東京・軽井沢） 土曜 18:30 - 19:00（大阪・長野）  | 以前は愛知と福岡でも放送されていた。また、JFN系列外のコミュニティ放送局であるFM軽井沢でも放送されていた。                                                                                                 |
| Menicon Music Triangle                                                      | 東京                  | 愛知                                                                  | 金曜 19:00 - 19:30                                                   | 2018年3月で東京・大阪での放送が終了した。 |
| 大須三丁目 矢野雑貨店                                                       | 愛知・岐阜・三重      | 愛知                                                                  | 土曜 18:00 - 18:55                                                   | ブロックネット終了後は愛知のみで継続。 |
| ステラ薫子 FORTUNE UP                                                       | 大阪                  | 大阪・北海道・宮城 東京・静岡・愛知 広島・福岡                        | 土曜 25:00 - 25:30（大阪・愛知） 局によって異なる                    | 2016年4月 - 9月の半年間放送。 |
| 野沢雅子 IN MY WORLD                                                        | 大阪                  | 大阪・仙台・東京 愛知・北海道・広島 福岡・兵庫・静岡                  | 土曜 20:30 - 21:00（大阪・仙台・東京） 局によって異なる              | 2018年6月でネット打ち切り。 同年9月放送終了。 |
| 超新星 ユナクの超キ超キ Love Night                                          | 大阪                  | 大阪・愛知                                                            | 日曜 20:30 - 21:00（大阪） 日曜 24:00 - 24:30（愛知）                | |
| オッズパーク! ビッグバンラジオ!                                             | 大阪                  | 大阪・静岡・愛知                                                      | 土曜 19:00 - 19:30（大阪） 局によって異なる                          | 2020年3月に終了。 |
| Nestle presents CHEER UP! MORNING                                           | 大阪                  | 大阪・東京                                                            | 土曜 8:00 - 8:25（大阪） 日曜 7:00 - 7:25（東京）                    | 2020年6月に放送終了。 |
| oggi otto presents chay Heart Station                                       | 大阪                  | 大阪・東京・愛知・福岡                                                | 金曜 19:00 - 19:30（大阪・東京） 局によって異なる                    | 開始当初はTOKYO FM制作で東京ローカル。 2018年4月よりFM大阪制作へ移行、東阪ネットとなり、2020年4月より愛知・福岡で放送開始。2021年1月終了。 事実上の後継番組は『oggi otto music shampoo』（JFN38局ネット） |
| NEXCO西日本 Drive Porter Radio                                              | 大阪                  | 福井・近畿・中国 四国・九州・沖縄各局                                 | 日曜 16:55 - 17:00（大阪など）                                       | 2021年3月に終了。 |
| Coca-Cola Station〜Groove&Vibes〜                                           | 福岡                  | 福岡・佐賀・長崎                                                      | 金曜 20:00 - 20:55                                                   | |
| BENIラジ                                                                    | 長崎                  | 北海道・新潟・兵庫                                                    | 局によって異なる                                                     | JFN系列外のFM NACK5にもネット。 制作局の長崎は放送終了し、2020年12月に終了。 |
| GEORGIA LIFE SONGS                                                          | 広島                  | 山陰・岡山・山口                                                      | 日曜 13:55 - 14:00（広島・山陰） 局によって異なる                    | |